# Jack Northrop
John Knudsen „Jack“ Northrop (10. listopadu 1895 Newark – 18. února 1981, Glendale) byl americký letecký konstruktér a průmyslník, který založil firmu Northrop Corporation.
Jeho kariéra začala v roce 1916, kdy pracoval jako kreslíř pro Lockheed Aircraft Manufacturing Company (založená 1912). V roce 1923 se dostal k Douglas Aircraft Company, kde pracoval jako projektový inženýr. V roce 1927 se vrátil k Lockheedu, kde se podílel na letounu Lockheed Vega jako hlavní konstruktér. V roce 1929 odešel, aby založil Avion Corporation, která však byla v roce 1930 prodána. O dva roky později založil Northrop Corporation. Tato firma se v roce 1939 stala dceřinou společností Douglas Aircraft a tak založil druhou společnost s názvem Northrop.
Během práce v této společnosti se soustředil na konstrukci létajícího křídla, o kterém byl přesvědčen, že je dalším důležitým krokem v konstrukci letadel. Jeho prvním projektem byla zmenšená verze Northrop N-1M testovaná v roce 1940, která se nakonec stala velkým letounem Northrop YB-35. Letoun Northrop XP-56 Black Bullet, vyrobený ze slitin hořčíku pomocí svařování, patřil společně s letounem Northrop P-61 Black Widow, prvním americkým nočním stíhacím letounem, který vznikl v 700 kusech, mezi jeho z nejpozoruhodnějších konstrukcí za druhé světové války.